# 2008 en Suisse
Chronologie de la Suisse
- 2004
- 2005
- 2006
- 2007
- 2008
- 2009
- 2010
- 2011
- 2012

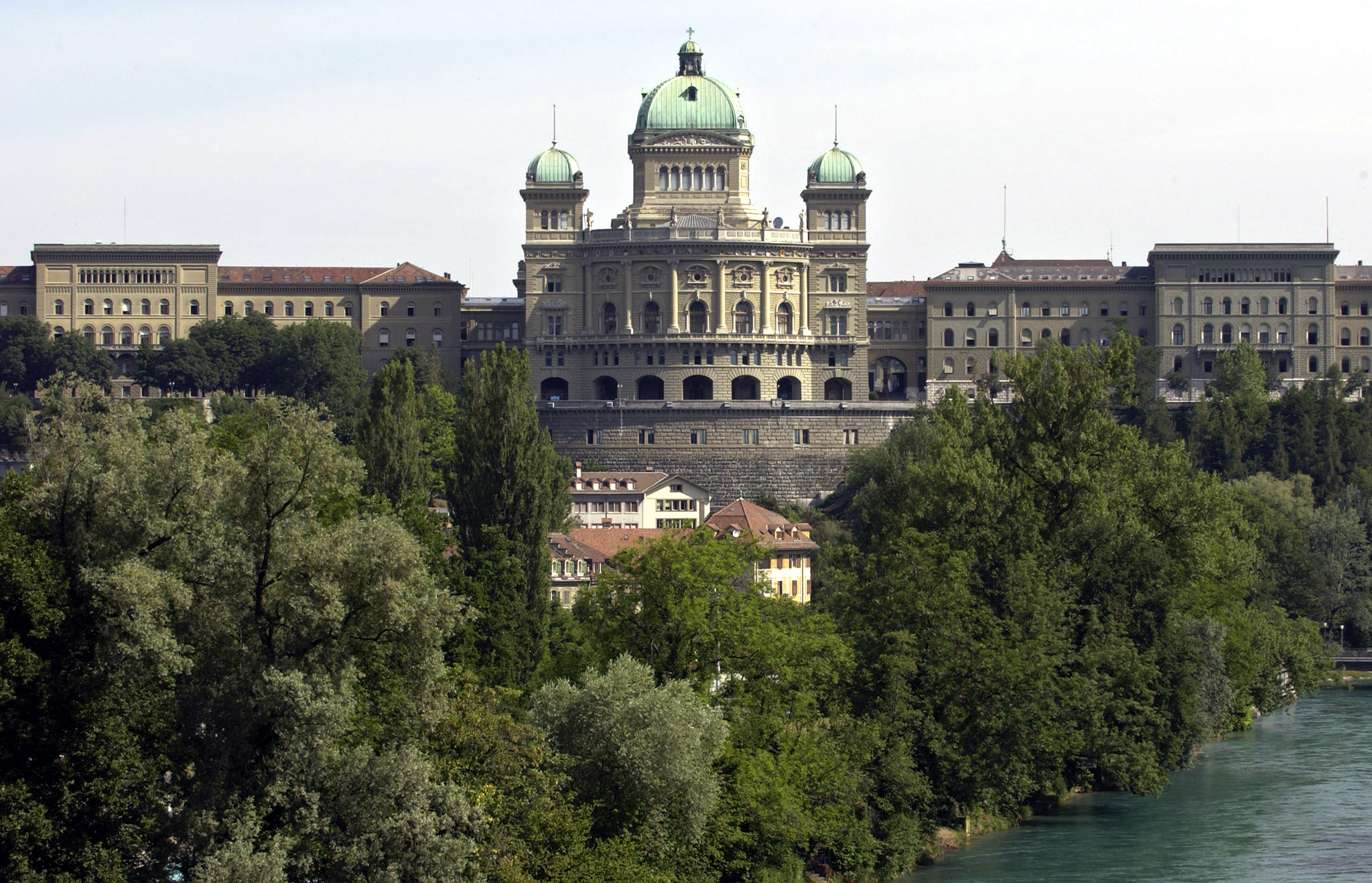
La palais fédéral suisse

2006 par pays en Europe - 2007 par pays en Europe - 2008 par pays en Europe - 2009 par pays en Europe - 2010 par pays en Europe
2006 en Europe - 2007 en Europe - 2008 en Europe - 2009 en Europe - 2010 en Europe 

## Gouvernement au 1erjanvier 2008
- Conseil fédéral[1]:
  - Pascal Couchepin, (PRD/VS), président de la Confédération
  - Hans-Rudolf Merz, (PRD/AR), vice-président de la Confédération
  - Micheline Calmy-Rey, (PS/GE)
  - Eveline Widmer-Schlumpf, (UDC/GR)
  - Moritz Leuenberger, (PS/ZH)
  - Doris Leuthard, (PDC/AG)
  - Samuel Schmid, (UDC/BE)

## Événements

### Janvier
Jeudi 3 janvier 
- Un skieur perd la vie et trois sont blessés dans un accident de télésiège à la Petite Scheidegg (BE).

 Dimanche 6 janvier 
- Décès à Küssnacht (SZ), à l’âge de 87 ans, d'Arthur Fürer, ancien directeur de Nestlé.

 Mardi 22 janvier 
- Décès à Gland (VD), à l’âge de 76 ans, du psychologue Claude Piron.

 Mardi 29 janvier 
- L'Administration fédérale des douanes annonce que la balance commerciale de la Suisse a affiché un excédent historique de 13,89 milliards de francs pour l’année 2007.

### Février
Samedi 2 février 
- Après une agression commise sur un jeune homme de 22 ans qui décèdera à l'hôpital des suites de ses blessures, le Carnaval de Locarno (TI) est annulé.

 Dimanche 3 février 
- À l’issue du 36e Prix de Lausanne de danse, le prix d'interprétation contemporaine, est attribué à l'Espagnol Aleix Martinez, le Prix du public à la Japonaise Akane Takada et le prix de la meilleure Suissesse à la Zurichoise d'adoption Gozde Ozgur.

 Dimanche 10 février 
- Plusieurs tableaux de Cézanne, Degas, van Gogh et Monet sont volés dans un musée privé à Zurich. La valeur des œuvres s'élève à plus de 100 millions de francs.

 Dimanche 24 février 
- Votations fédérales. Le peuple rejette, par 1 282 108 non (68,1 %) contre 601 071 oui (31,9 %), l'initiative populaire « Contre le bruit des avions de combat à réaction dans les zones touristiques ».
- Votations fédérales. Le peuple approuve, par 938 744 oui (50,5 %) contre 918 990 non (49,5 %), la loi fédérale sur l'amélioration des conditions fiscales applicables aux activités entrepreneuriales et aux investissements.
- Élections cantonales en Thurgovie. Monika Knill (UDC), Claudius Graf- Schelling (PSS), Bernhard Koch (UDC), Kaspar Schläpfer (PRD) et Jakob Stark (UDC) sont élus au Conseil d’État lors du 1er tour de scrutin.
- Le projet de fusion des communes au Val-de-Travers a été accepté en votation populaire avec 72 % de Oui contre seulement 28 % de Non sur l'ensemble du district. Ainsi les communes de Noiraigue, Travers, Couvet, Boveresse, Môtiers, Fleurier, Buttes, St-Sulpice et Les Bayards ont uni leurs destins et ne font plus qu'une depuis le 1er janvier 2009.

 Mercredi 27 février 
- La Suisse reconnaît le Kosovo.

### Mars
- Décès à Villars-sur-Glâne, à l’âge de 88 ans, de Mgr Pierre Mamie, ancien évêque de Lausanne, Genève et Fribourg.

 Dimanche 16 mars 
- Élections cantonales à Saint-Gall. Karin Keller-Sutter (PRD), Willi Haag (PRD), Josef Keller (PDC), Heidi Hanselmann (PSS) et Katrin Hilber (PSS) sont élus au Conseil d’État lors du 1er tour de scrutin.
- Élections cantonales à Schwytz. Andreas Barraud (UDC), Walter Stählin (UDC), Peter Reuteler (PRD), Georg Hess (PDC), Kurt Zibung (PDC), Armin Hüppin (PSS) et Lorenz Bösch (PDC) sont élus au Conseil d’État lors du 1er tour de scrutin.

Mercredi 26 mars 2008
- Décès à l’âge de 95 ans, de Victor Ruzo, peintre.

Jeudi 27 mars 2008
- Premier cas aviaire en Suisse depuis deux ans découvert sur un oiseau sauvage du lac de Sempach.

### Avril
Mercredi 2 avril 
- Quelque 10 000 personnes manifestent à Bellinzone contre la restructuration des ateliers industriels de CFF Cargo.

 Dimanche 6 avril 
- Élections cantonales dans le canton d'Uri. Josef Arnold (PDC), Isidor Baumann (PDC), Heidi Z'graggen (PDC), Josef Dittli (PRD), Stefan Fryberg (PRD), Markus Züst (PSS) et Markus Stadler (sans parti) sont élus au Conseil d’État lors du 1er tour de scrutin.

 Lundi 7 avril 
- Devenu dangereux pour l'homme, l'ours JJ3 est abattu dans le centre des Grisons.

 Mercredi 9 avril 
- Carambolage monstre sur l'autoroute A9. Une vingtaine de voitures et cinq camions sont impliquées.

 Jeudi 10 avril 
- Pour la sixième fois de son histoire, le Zurich Lions devient champion de Suisse de hockey-sur-glace.

 Dimanche 13 avril 
- Élections cantonales à Nidwald. Ueli Amstad (UDC) est élu au Conseil d’État lors du 2e tour de scrutin.

Vendredi 25 avril 2008 : 
- Selon le président de la Banque nationale suisse (BNS), Jean-Pierre Roth : « Les instruments de mesure et de gestion des risques des banques ont été dépassés par une crise limitée au départ au seul marché des prêts hypothécaires américains. [Il faut] tirer les conséquences de la capacité limitée des banques à mesurer leurs risques et de la capacité modeste des autorités à les surveiller ».
- La situation économique en Suisse reste incertaine avec à craindre un ralentissement de l'activité. L'envolée des matières premières provoque une poussée de l'inflation (2 % en 2008 et 1,4 % en 2009).

 Mardi 29 avril 
- Décès à Burg (BL), à l’âge de 102 ans, d’Albert Hofmann, inventeur du LSD.

### Mai
Dimanche 4 mai 
- Élections cantonales à Saint-Gall. Stefan Kölliker (UDC) et Martin Gehrer (PDC) sont élus au Conseil d’État lors du 2e tour de scrutin.

Vendredi 6 mai 2008
- Épilogue du procès des dirigeants de la compagnie Crossair après le crash d’un Jumbolino en 2001. Devant le Tribunal pénal fédéral, le procureur de la Confédération, Carlo Bulletti, requiert contre les dirigeants de la société. Le tribunal condamne les autorités fédérales à verser aux prévenus des indemnités oscillant entre un minimum de 108 000 et un maximum de 161 000 francs, essentiellement pour des frais de justice.

 Samedi 10 mai 
- Le FC Bâle s’adjuge, pour la douzième fois de son histoire, le titre de champion de Suisse de football.

### Juin
Dimanche 1er juin 
- Votations fédérales. Le peuple rejette, par 1 415 249 non (63,8 %) contre 804 730 oui (36,2 %), l'initiative populaire « pour des naturalisations démocratiques ».
- Votations fédérales. Le peuple rejette, par 1 634 196 non (75,2 %) contre 538 928 oui (24,8 %), l'initiative populaire « Souveraineté du peuple sans propagande gouvernementale ».
- Votations fédérales. Le peuple rejette, par 1 505 702 non (69,5 %) contre 661 312 oui (30,5 %), le projet d’article constitutionnel Qualité et efficacité économique dans l'assurance-maladie.

 Lundi 2 juin 
- Parution du premier numéro du journal gratuit du soir Blick am Abend. Édité par le groupe Ringier, il remplace heute, un autre titre gratuit lancé en 2006.
- Décès à Vevey, à l’âge de 100 ans, du cinéaste Adrién Porchet, le cinématographe du film Opération béton.

Samedi 7 juin 2008
- Début à Bâle de l'Eurofoot 2008, dont la Suisse et l'Autriche sont les deux pays organisateurs.

 Jeudi 12 juin 
- Cinq militaires perdent la vie dans un accident de canot pneumatique sur la Kander (BE).

 Lundi 16 juin 
- Vernissage de l'exposition Balthus à la Fondation Pierre Gianadda à Martigny.

 Samedi 21 juin 
- Réunis à Münsingen (BE), les dissidents bernois de l'(UDC) fondent un nouveau parti qui se nomme le Parti bourgeois démocratique.

 Dimanche 22 juin 
- Le Tchèque Roman Kreuziger remporte le Tour de Suisse cycliste.

### Juillet
Lundi 21 juillet 2008
- Camp fédéral scout "Contura08" accueillant plus de 25 000 scouts dans la plaine de la Linth, jusqu'au 2 août.

 Mercredi 23 juillet 
- Décès à Saint-Gall, à l'âge de 84 ans, de l'ancien conseiller fédéral Kurt Furgler.
- Quatre personnes perdent la vie dans la chute d'un avion de tourisme près de Münster (VS).

### Août
Mercredi 13 août 
- Aux Jeux olympiques de Pékin, le Bernois Fabian Cancellara remporte le titre de champion olympique dans la course cycliste contre la montre.

 Dimanche 17 août 
- Aux Jeux olympiques de Pékin, la paire Roger Federer/Stanislas Wawrinka remporte le titre de champion olympique dans l’épreuve du double messieurs de tennis.

 Mercredi 27 août 
- Le parlement du canton de (Glaris) réhabilite Anna Göldin, la dernière sorcière d'Europe, 226 ans après sa condamnation par l'Église et sa décapitation.

 Dimanche 31 août 
- Élections cantonales à Schaffhouse. Ursula Hafner-Wipf (UDC), Erhard Meister (UDC), Rosmarie Widmer Gysel (UDC), Reto Dubach (PRD) et Heinz Albicker (PRD) sont élus au Conseil d’État lors du 1er tour de scrutin.

### Septembre
- 15 ans de Télévision de la Région Lausannoise (TVRL)

 Mercredi 3 septembre 
- Décès à Sion (VS), à l’âge de 87 ans, du pianiste de jazz et homme de radio Géo Voumard.

 Dimanche 14 septembre 
- Élections cantonales à Bâle-Ville. Eva Herzog (PSS), Guy Morin (Les Verts), Christoph Brutschin (PSS), Hans-Peter Wessels (PSS), Carlo Conti (PDC), Hanspeter Gass (PRD) et Christoph Eymann (PLS) sont élus au Conseil d’État lors du 1er tour de scrutin.

Jeudi 18 septembre 2008
- Inauguration officielle de la ligne M2 du métro de Lausanne.

 Dimanche 21 septembre 
- Deux personnes perdent la vie dans le crash d’un avion de tourisme dans la forêt du Gibloux, sur la commune de Pont-en-Ogoz (FR).

### Octobre
Mercredi 8 octobre 
- Ouverture à Berne du centre commercial et de loisirs Westside, conçu par l’architecte américain Daniel Libeskind.

Vendredi 17 octobre 2008
- En conséquence de la crise économique, le gouvernement suisse a informé la presse jeudi de l'adoption d'un train de mesures visant en particulier à assurer la stabilisation financière de l'UBS, principale banque du pays.

 Mardi 21 octobre 
- Inauguration officielle, au CERN à Meyrin (GE), du Large Hadron Collider (LHC).

 Jeudi 23 octobre 
- Décès à Vessy (GE), à l’âge de 99 ans, de Milorad Tosic, l'un des derniers Justes de Suisse.

 Samedi 25 octobre 
- Lors des assemblées des délégués du Parti libéral suisse et du Parti radical-démocratique à Berne, la fusion des deux partis est approuvée. Le nouveau parti s’appellera parti libéral-radical.

 Jeudi 30 octobre 
- Visite officielle du László Sólyom, président de Hongrie.

### Novembre
Samedi 1er novembre 
- Décès à La Tour-de-Peilz (VD), à l’âge de 86 ans, de l’océanographe Jacques Piccard, père du mésoscaphe.

 Jeudi 6 novembre 
- La Société coopérative nationale pour l'entreposage des déchets radioactifs (Nagra) propose six sites pour l’entreposage des déchets faiblement et moyennement radioactifs. Cette annonce suscite une forte opposition dans les régions concernées.

 Lundi 17 novembre 
- Décès à Genève, à l’âge de 71 ans, de l’alpiniste et professeur de mathématiques Michel Vaucher.

 Vendredi 21 novembre 
- Inauguration à Berne du Palais fédéral rénové.

Jeudi 27 novembre 2008
- Les ministres de l'Intérieur des 27 pays de l'UE entérinent l'adhésion de la Suisse à l'Espace Schengen. À partir du vendredi 12 décembre 2008, les contrôles systématiques des personnes aux frontières de la Suisse n'existeront plus mais la situation ne changera dans les aéroports qu'à partir du 29 mars 2009[2].

Vendredi 28 novembre 2008

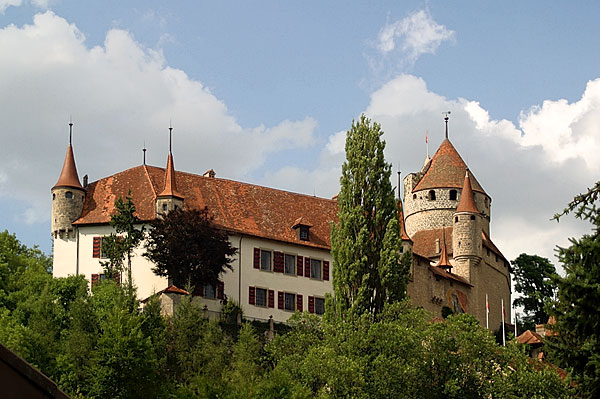
Château de Lucens

- Le premier ministre français François Fillon est en visite officielle au Château de Lucens (canton de Vaud) pour une journée de travail avec le président de la Confédération suisse Pascal Couchepin et les ministres Moritz Leuenberger et Micheline Calmy-Rey.
- Vernissage de l’exposition du centenaire de Hans Erni à la Fondation Pierre Gianadda à Martigny.

Dimanche 30 novembre 2008
- Votations fédérales. Le peuple approuve, par 1 206 323 oui (51,9 %) contre 1 119 119 non (48,1 %), l'initiative populaire « Pour l'imprescriptibilité des actes de pornographie enfantine ».
- Votations fédérales. Le peuple rejette, par 1 374 598 non (58,6 %) contre 970 221 oui (41,4 %), l'initiative populaire « pour un âge de l'AVS flexible ».
- Votations fédérales. Le peuple rejette, par 1 501 766 non (66,0 %) contre 773 467 oui (34,0 %), l'initiative populaire « Droit de recours des organisations : Assez d'obstructionnisme - Plus de croissance pour la Suisse ! ».
- Votations fédérales. Le peuple rejette, par 1 457 900 non (63,3 %) contre 846 985 oui (36,7 %), l'initiative populaire « pour une politique raisonnable en matière de chanvre protégeant efficacement la jeunesse ».
- Votations fédérales. Le peuple approuve, par 1 541 928 oui (68,1 %) contre 722 992 non (31,9 %), la modification de la loi sur les stupéfiants et les substances psychotropes.

### Décembre
Mercredi 10 décembre 2008

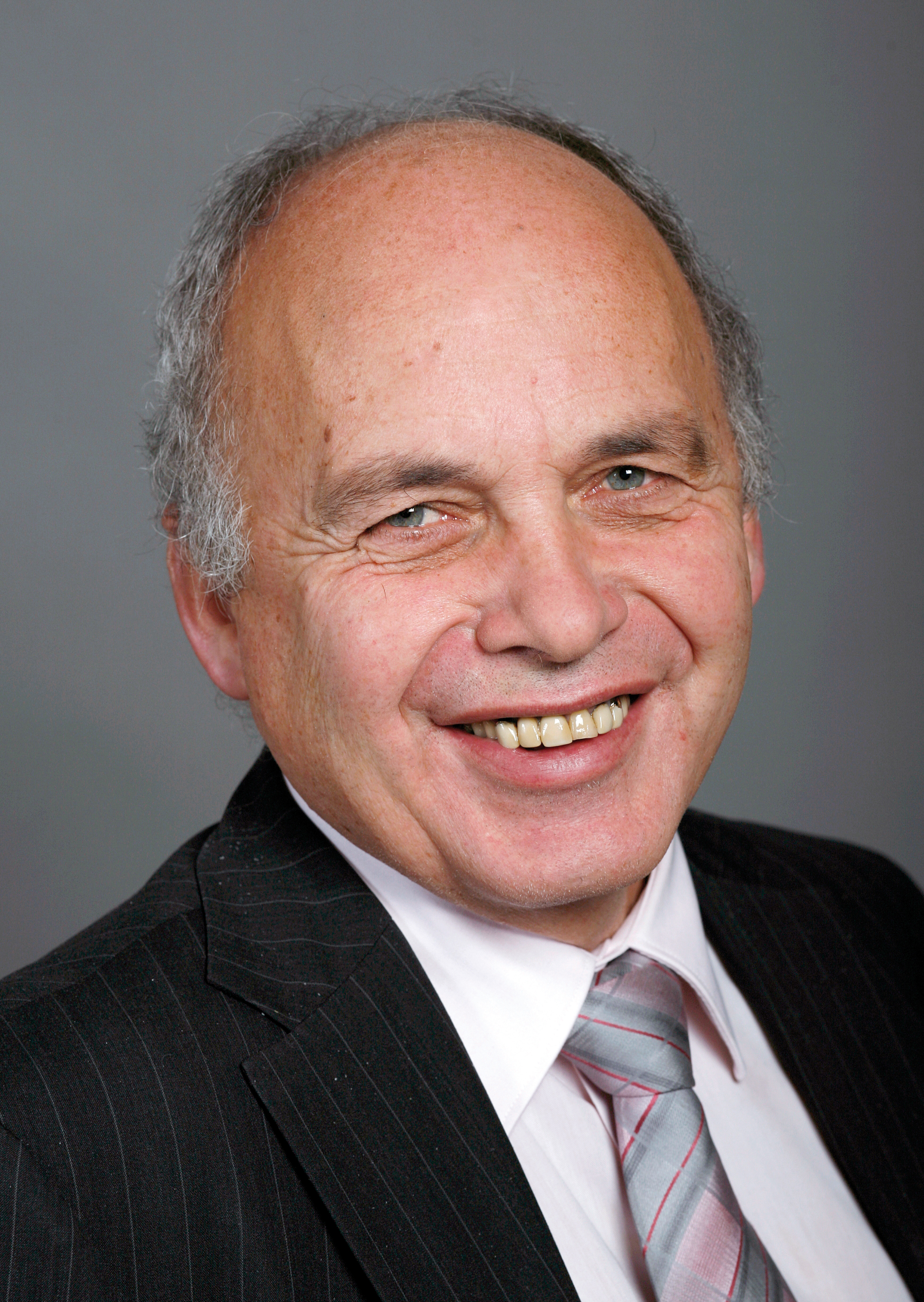
Ueli Maurer, élu au conseil fédéral le 10 décembre.

- Ueli Maurer, Union démocratique du centre, est élu 111e conseiller fédéral, à la suite de la démission de Samuel Schmid.

Mercredi 17 décembre 2008
Mardi 23 décembre 2008
- La Jamahiriya arabe libyenne qui a un contentieux avec la Suisse depuis l'affaire Hannibal — l’arrestation cet été du fils du colonel Kadhafi à Genève —, supprime les liaisons effectuées par la compagnie aérienne Swiss. Le dirigeant libyen réclame des excuses et des sanctions contre les policiers genevois qui ont arrêté Hannibal Kadhafi et son épouse, suspectés d’avoir maltraité deux domestiques. Il exige aussi le versement de 300 000 francs suisses.

 Dimanche 28 décembre 
- L’émetteur national de radio en ondes moyennes de Beromünster est définitivement mis hors service.